# Vassili Kolotov
Vassili Kolotov (6 de outubro de 1944 - 2001) foi um halterofilista russo, que competiu pela União Soviética.
Kolotov foi vice-campeão europeu em 1970, com 527,5 kg no triplo levantamento (170 kg no desenvolvimento [movimento-padrão abolido em 1973], 157,5 no arranque e 200 kg no arremesso), na categoria até 90 kg. Nesse mesmo ano, ele foi campeão mundial, com 537,5 kg.
Ele ainda foi campeão mundial em 1971 e em 1973.
Quadro de resultados
| Ano  | Posição | Competição                        | Classe de peso | Marca                        |
| 1970 | 2.      | Campeonato Europeu em Szombathely | –90 kg         | 527,5 kg (170+157,5+200)     |
| 1970 | 1.      | Campeonato Mundial em Columbus    | –90 kg         | 537,5 kg (175+160+202,5)     |
| 1971 | 1.      | Spartakiada                       | –90 kg         | 537,5 kg (177,5+162,5+197,5) |
| 1971 | 1.      | Campeonato Mundial em Lima        | –90 kg         | 537,5 kg (185+155+197,5)     |
| 1973 | 1.      | Campeonato Mundial em Havana      | –90 kg         | 360 kg (157,5+202,5)         |

Quadro de recordes
Kolotov definiu dez recordes mundiais ao longo de sua carreira — dois no arranque, quatro no arremesso e quatro no total combinado, na categoria até 90 kg.
| Data      | Disciplina | Marca    | Classe de peso | Lugar       |
| --------- | ---------- | -------- | -------------- | ----------- |
| 25.4.1970 | Arremesso  | 200 kg   | –90 kg         | Vilna       |
| 25.4.1970 | Total      | 532,5 kg | –90 kg         | Vilna       |
| 26.6.1970 | Arremesso  | 201 kg   | –90 kg         | Szombathely |
| 18.9.1970 | Arranque   | 161,5 kg | –90 kg         | Columbus    |
| 18.9.1970 | Arremesso  | 202,5 kg | –90 kg         | Columbus    |
| 18.9.1970 | Total      | 535 kg   | –90 kg         | Columbus    |
| 18.9.1970 | Total      | 537,5 kg | –90 kg         | Columbus    |
| 13.2.1970 | Total      | 540 kg   | –90 kg         | Paris       |
| 22.7.1971 | Arranque   | 163 kg   | –90 kg         | Moscou      |
| 13.7.1972 | Arremesso  | 211 kg   | –90 kg         | Riga        |